# Heyne (Familienname)
Heyne ist ein deutscher Familienname.

## Varianten
- Heine

## Namensträger
- Alexander Heyne (1869–1927), deutscher Buch- und Naturalienhändler und Entomologe
- Alfred Heyne (1792–1874), deutscher Verwaltungsjurist
- Arnfried Heyne (Arnfrid Heyne; Arndt Heyne; 1905–1978), deutscher Filmeditor
- Arthur Heyne (* 1946), deutscher Ruderer
- Benjamin Heyne (1770–1819), deutscher Missionar, Botaniker und Naturforscher
- Bodo Heyne (1893–1980), deutscher evangelischer Theologe
- Christian Heyne (Filmkomponist) (* 1960), deutscher Filmkomponist
- Christian Gottlob Heyne (1729–1812), deutscher Altertumsforscher
- Christian Leberecht Heyne (1751–1821), deutscher Schriftsteller und Übersetzer
- Dirk Heyne (* 1957), deutscher Fußballtorhüter und Fußballtrainer
- Ernst Heyne (1833–1905), deutscher Buch- und Naturalienhändler und Entomologe
- Felicitas Heyne (* 1966), deutsche Psychologin und Buchautorin
- Franz Heyne (1812–1886), deutscher Pädagoge und evangelischer Theologe
- Friedrich Adolph Heyne (1760–1826), deutscher Privatgelehrter und Botaniker
- Hans Heyne (Manager) (1900–1973), deutscher Industriemanager
- Hans-Stefan Heyne (* 1949), deutscher Sprecher und Schauspieler
- Hans-Walter Heyne (1894–1967), deutscher Generalleutnant
- Heinrich Heyne (Friedrich Heinrich Heyne; 1869–1943), deutscher Maler, Bildhauer, Kunsthandwerker, Lithograf und Grafiker
- Heinz Heyne (1910–1998), deutscher Arzt und Politiker (parteilos)
- Helmut Heyne (1906–2001), deutscher Schauspieler und Synchronsprecher
- Hildegard Heyne (1878–1964), deutsche Kunsthistorikerin
- Inge Heyne (* 1929), deutsche FDJ-Funktionärin und Landtagsabgeordnete
- Isolde Heyne (1931–2009), deutsche Jugendbuchautorin
- Jan Peter Heyne (1948–2021), deutscher Schauspieler
- Johannes Heyne (1845–1904), deutscher Kommunalbeamter und Bürgermeister von Görlitz
- Jürgen Heyne (1938–2023), deutscher Fleischermeister und Verbandsfunktionär
- Karel Heyne (1877–1947), niederländischer Botaniker
- Kristin Heyne (1952–2002), deutsche Politikerin (Grüne)
- Kurd E. Heyne (1906–1961), deutscher Schauspieler, Regisseur, Kabarettist und Autor
- Ludwig Heinrich Heyne (1878–1914), deutscher Maler der Düsseldorfer Malerschule
- Maren Heyne (1941–2025), deutsche Fotografin
- Margarethe Heyne-Franke (1892–1980), deutsche Sängerin (Sopran)
- Moritz Heyne (1837–1906), deutscher Germanist, Lexikograph und Philologe
- Peter Heyne (1908–1956), deutscher Architekt
- Richard Heyne (1882–1961), deutscher Politiker (DVP)
- Robert Theodor Heyne (1815–1848), deutscher Appellationsrat
- Rolf Heyne (1928–2000), deutscher Verleger
- Rudolf Heyne (1914–?), deutscher Fußballspieler
- Stefan Heyne (* 1965), deutscher Bühnenbildner